# Янич, Боян
Боян Янич (серб. Бојан Јанић / Bojan Janić; род. 1982) — сербский волейболист-доигровщик.
С 2010 года женат на сербской актрисе Наде Мацанкович, с которой познакомился в 2008 году через «Facebook», после того как увидел её по телевизору.

## Клубная карьера
- 1996—2002  «Црвена звезда» Белград[серб.]
- 2002—2003  «Војводина» Нови-Сад
- 2003—2004  «4Torri Ferrara» Феррара[итал.]
- 2004—2005  «Calipo» Вибо-Валентия[итал.]
- 2005—2006  «Almería» Альмерия[исп.]
- 2006—2007  «Lupi Pallavolo» Санта-Кроче-сулл'Арно[итал.]
- 2007—2008  «Blu Volley» Верона[итал.]
- 2008—2009  «Trefl» Гданьск[пол.]
- 2009—2011  «Ярославич» Ярославль
- с 2011  «Факел» Новый Уренгой

## Участие в международных турнирах
| Год  | Турнир           | Место проведения | Результат |
| ---- | ---------------- | ---------------- | --------- |
| 2007 | Чемпионат Европы | Россия           | 3 место   |
| 2009 | Чемпионат Европы | Турция           | 5 место   |
| 2010 | Чемпионат мира   | Италия           | 3 место   |